# Бульвар Рокосовського (станція МЦК)
Бульвар Рокосовського (проектна назва — Відкрите шосе) (рос. Бульвар Рокоссовского) — пасажирська платформа Московської залізниці, що є зупинним пунктом міського електропоїзда - Московського центрального кільця. Відкрита 10 вересня 2016 року. 
Платформа Бульвар Рокосовського розташована між платформами Локомотив і Білокам'яна, на межі районів Богородське і Метрогородок Східного адміністративного округу. Виходи зі станції — до 6-го і 7-го проїздів Подбельського і до Відкритого шосе.

## Пересадки
- Метростанцію  Бульвар Рокосовського
- Автобуси: 3, 75, 80, 86, 86к, 265, 311, 327, 775, 822;
- Трамваї: 2, 4л, 4п, 7, 13, 36, 46

## Галерея

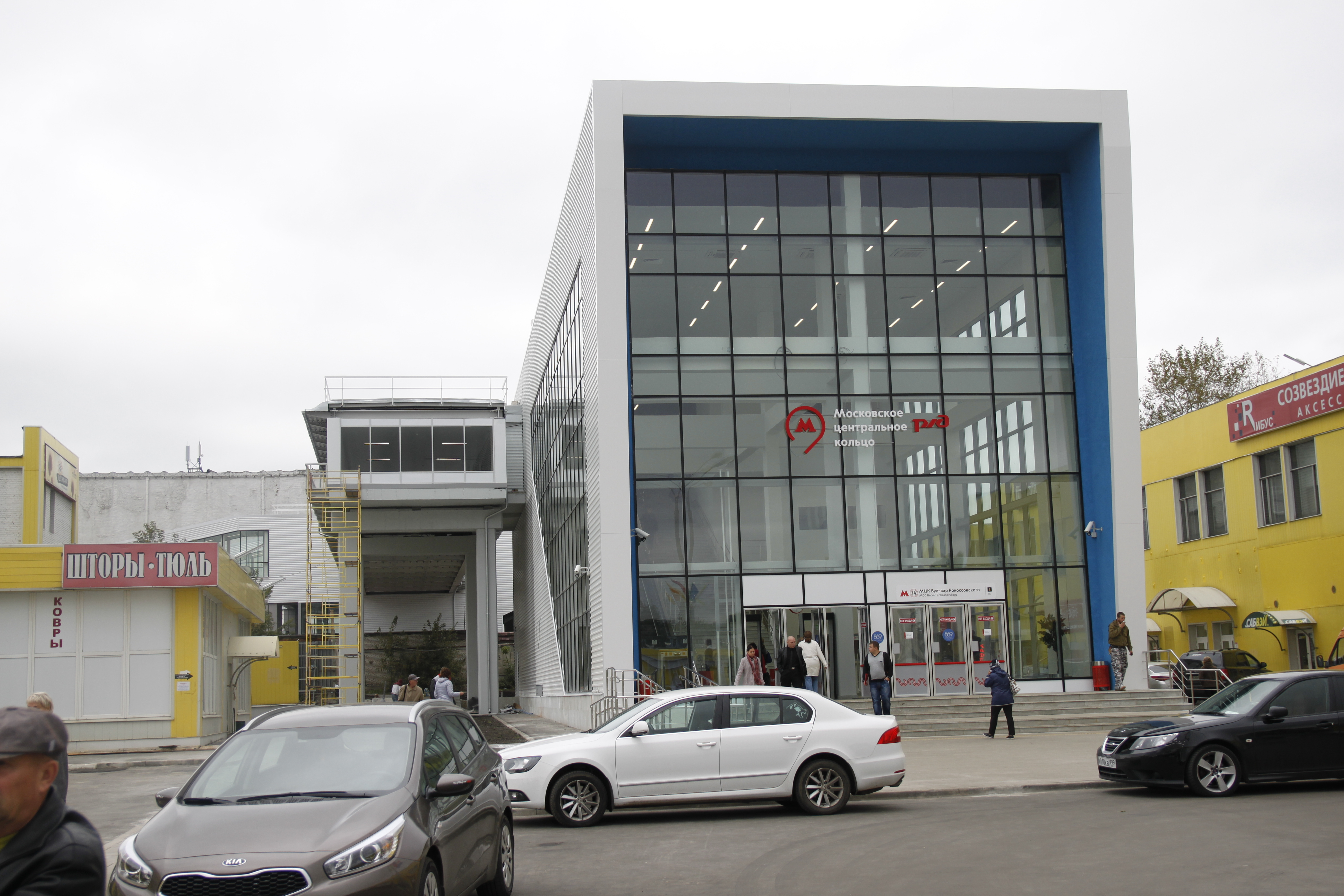
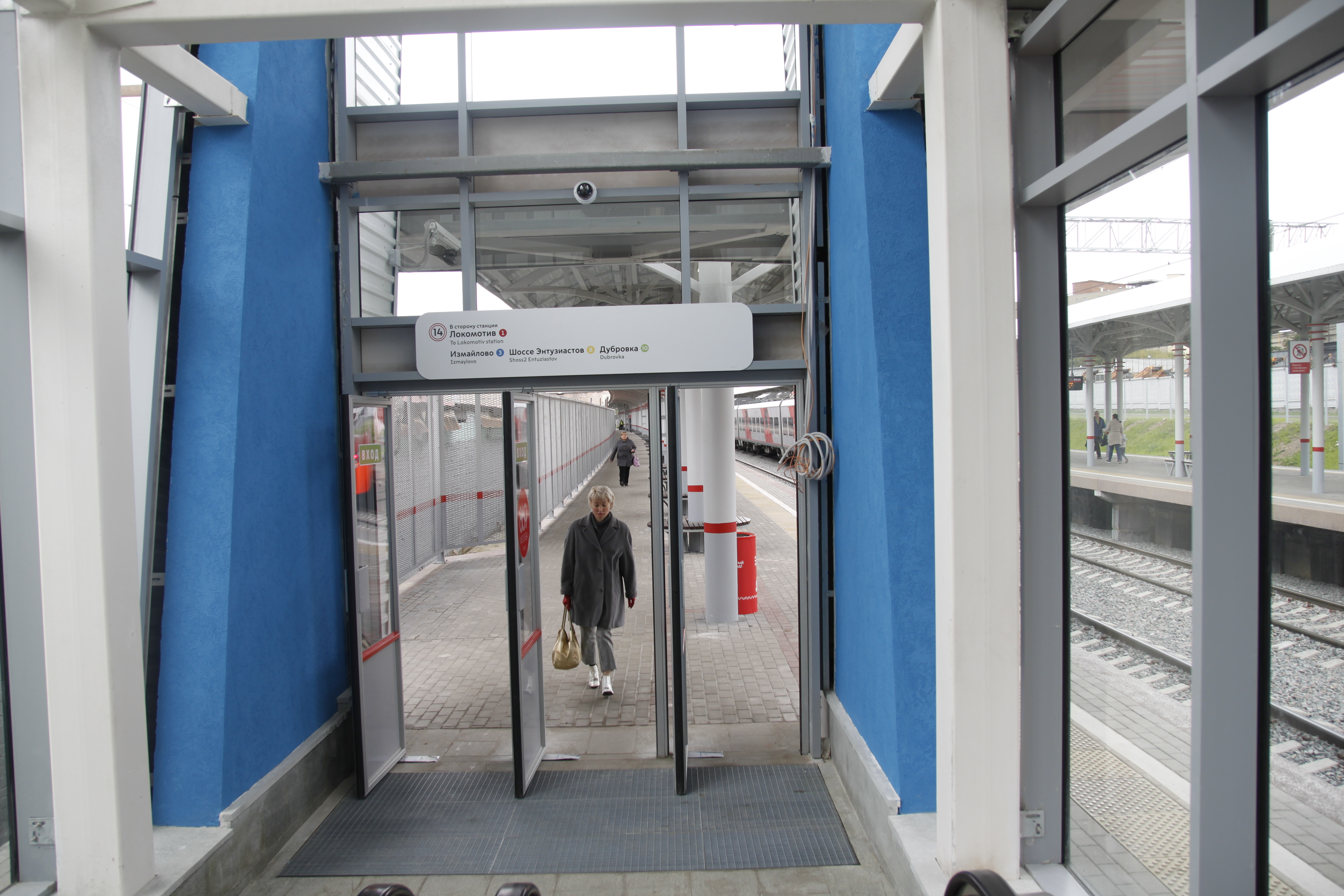
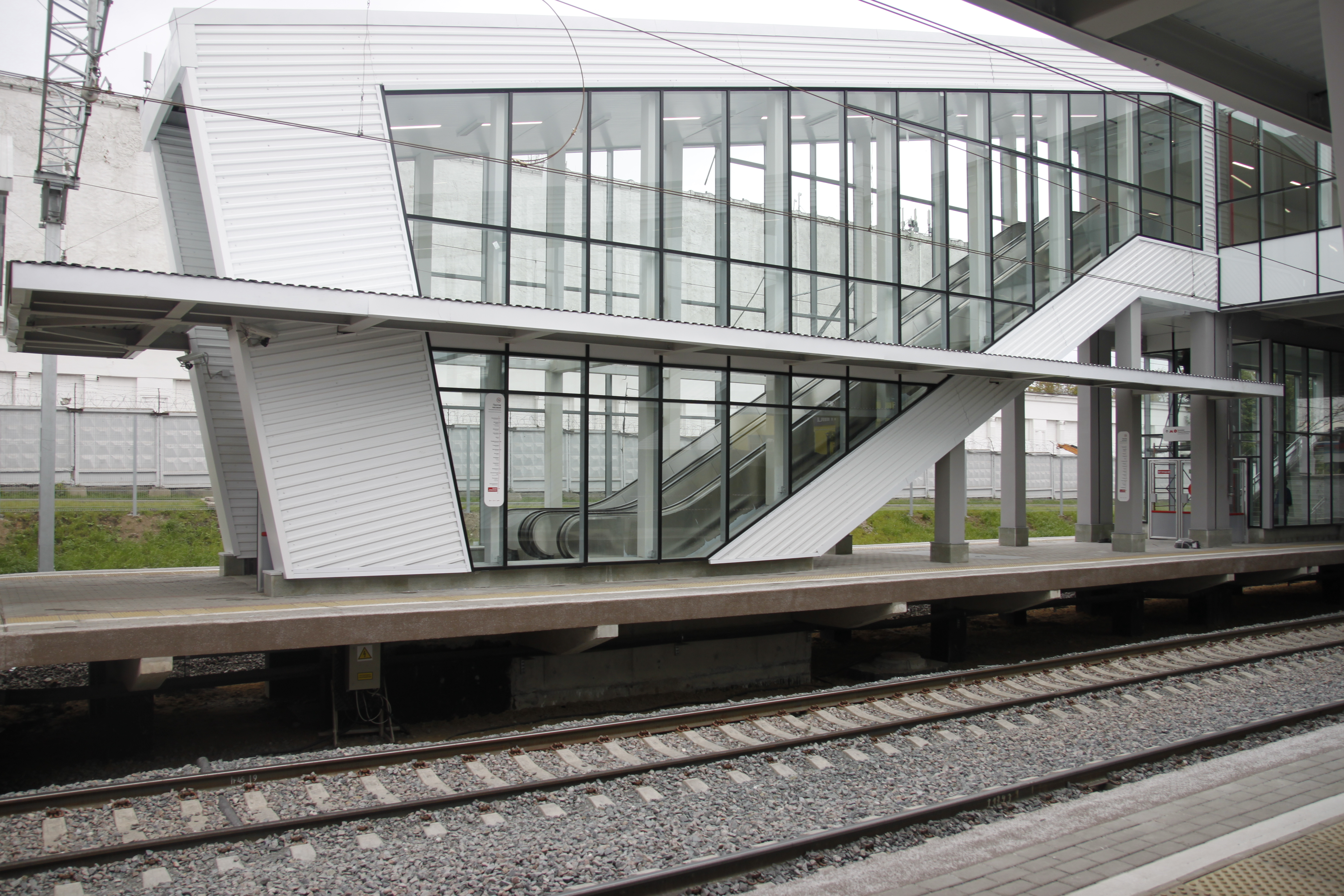

| Попередня станція | Лінія | Лінія                        | Лінія | Наступна станція |
| ----------------- | ----- | ---------------------------- | ----- | ---------------- |
| Білокам'яна       |       | Московське центральне кільце |       | Локомотив        |